# 佐々木葉二
佐々木 葉二（ささき ようじ、1947年 - ）は、日本のランドスケープアーキテクト。佐々木デザイン・アトリエ代表。
鳳コンサルタント環境デザイン研究所を設立し、同所長や、京都造形芸術大学教授、立命館大学特別招聘教授等を歴任した。

## 人物・経歴
奈良県生まれ。父・佐々木節雄は画家。詩人の佐々木幹郎は双子の兄。
大阪府立住吉高等学校を経て、1967年神戸大学農学部生産工学科入学。在学中、集中講義で久保貞の「造園概論」の授業を受けたのをきっかけに、1971年に神戸大学卒業後、大阪府立大学大学院農学研究科緑地計画工学専攻修士課程に進学。1973年に修了し、建設会社の鴻池組に入社。会社の留学制度で留学し、1988年からカリフォルニア大学バークレー校環境計画部客員研究員を、1989年からハーバード大学デザイン大学院客員研究員を務めた。同年に独立し、鳳コンサルタント環境デザイン研究所を設立。同取締役所長、京都造形芸術大学教授、立命館大学理工学部特別招聘教授、神戸大学工学部非常勤講師等を経て、佐々木デザイン・アトリエ代表、鳳コンサルタント環境デザイン研究所顧問。

## 作品
- 白雨館（自邸）
- 書斎館[5][6]
- 基町クレド[7]
- さいたま新都心けやきひろば[7][8]
- 六本木ヒルズ[7]
- 衆議院議長公邸の庭[9]
- リヴァージュの庭[10][11]
- NTT武蔵野研究センター本館前庭[12]
- HAT神戸[12]
- 赤坂タワーレジデンスTop_of_the_Hill[12]
- 八事山興正寺寺庭[12]
- 毎日インテシオ「波の丘」[12]
- シンガポール理工系専門学校
- 嵐山荘[13]
- サクラディアのランドスケープ[14]
- 都ホテル京都結婚式場[8][12]
- 漢南ザ・ヒル（HANNAM THE HILL）[15]

## 編著
- 『Landscape design : 佐々木葉二作品集』マルモ出版 2004
- 『見えない自然を見せる = Revealing nature : 佐々木葉二作品集』マルモ出版 2020
- 『ランドスケープの近代―建築・庭園・都市をつなぐデザイン思考』[16]
- 『テキスト ランドスケープデザインの歴史』[17]
- 『見えない庭―アメリカン・ランドスケープのモダニズムを求めて』[18]
- 『ランドスケープ・デザイン (ベーシック・スタディ)』[19]
- 『庭の意味論』[20]
- 『建築学テキスト 建築概論―建築・環境のデザインを学ぶ』[21]
- 『ランドスケープ空間の諸相 (ランドスケープデザイン)』[22]

## 受賞
- グッドデザイン賞 1994[7]　 2000[7]　 2006[7]　 2007[7]
- 日本造園学会賞（設計作品部門） 1996[7]
- 都市景観大賞 1997[7]　1998[7]
- 環境大臣賞 2001[7]
- 中華人民共和国武漢秀澤園住宅地環境大賞 2003[7]
- 国際デザイン開発賞 2004[7]
- 関西照明技術振興賞 2005[7]
- 日本造園学会特別賞 2011[7]
- 日本造園学会賞（技術部門） 2019[7]